# Parochthiphila inconstans
Parochthiphila inconstans är en tvåvingeart som först beskrevs av Becker 1903.  Parochthiphila inconstans ingår i släktet Parochthiphila och familjen markflugor. Inga underarter finns listade i Catalogue of Life.